# Asteroschema vicinum
Asteroschema vicinum är en ormstjärneart som beskrevs av Jean Baptiste François René Koehler 1907. Asteroschema vicinum ingår i släktet Asteroschema och familjen Asteroschematidae. Inga underarter finns listade i Catalogue of Life.